# Ługi (województwo opolskie)
Ługi – osada w Polsce, położona w województwie opolskim, w powiecie oleskim, w gminie Olesno.